# Mozi
| Mozi                              | Mozi                                  |
| --------------------------------- | ------------------------------------- |
| Traditionelle Namen               |                                       |
| Ahnenname (姓):                   | Jiang (chinesisch: 姜; Pinyin: Jiāng) |
| Klanname (氏):                    | Mo¹ (chinesisch: 墨; Pinyin: Mò)      |
| Rufname (名):                     | Di (chinesisch: 翟; Pinyin: Dí)       |
| Namen nach modernen Erkenntnissen |                                       |
| Ahnenname (姓):                   | unbekannt                             |
| Clanname (氏):                    | unbekannt                             |
| Rufname (名):                     | Di (chinesisch: 翟; Pinyin: Dí)       |
| Offizieller Name                  |                                       |
| Meister Mo                        | (chinesisch: 墨子; Pinyin: Mòzǐ)      |

Mozi, auch Mo-tsu, Mo-tse, (chinesisch 墨子, Pinyin Mòzǐ – „Meister Mo“) oder Mo Di, Mo Ti, Mo Te, Me-Ti (墨翟,  Mò Dí), latinisiert Micius genannt, lebte im späten 5. Jahrhundert v. Chr. Er wirkte hauptsächlich in Nordchina und war Begründer und Namensgeber des Mohismus (墨家, Mòjiā), einer Schule der chinesischen Philosophie. Der Mohismus entstand in der Zeit der Hundert Schulen und war eine utilitaristische, am Wohlergehen des Volkes ausgerichtete Denkrichtung mit konsequentialistischer Ethik. Sie war verbunden mit einer Staatsphilosophie und einer Lehre vom Wohlstand. Die straff organisierte mohistische Schule war bereits im 3. Jahrhundert v. Chr. in drei Gruppen gespalten und hatte ein Jahrhundert später vollends an Bedeutung verloren. Im Gegensatz zu Konfuzius soll Mozi zumindest einen Teil seiner in großem Umfang erhaltenen Schriften selbst verfasst haben. Mozi ist zugleich der Titel einer Sammlung von 71 Büchern des Mohismus, die von Anhängern zwischen Mozis Tod und der Mitte des 3. Jahrhunderts v. Chr. angelegt wurde.

## Leben
Die Angaben über die Person Mozi sind dürftig und teilweise spekulativ. Er lebte wohl zwischen 490 und 381 v. Chr. (Die Angaben weichen ab, jedoch bewegen sie sich alle zwischen den Jahren 490 und 381), also zur Zeit des Wechsels von der Chunqiu-Zeit (722-481) zu der Zeit der Streitenden Reiche (480-222) und zwischen Konfuzius und Menzius (Es ist möglich, dass Mozi noch vor dem Tode des Konfuzius geboren wurde, das mit dem Jahre 479 v. Chr. angegeben wird.).
Sein Heimatstaat war Lu oder Song, Mo war sein Familienname und sein Vorname Di. Mozi entstammte einer niederen gesellschaftlichen Schicht, die Annahmen seiner Tätigkeit reichen vom Handwerker über den Schreiber bis hin zum hohen Beamten. Seine Anstellung als Beamter ist jedoch unwahrscheinlich.
Die Zeit, in der Mozi lebte, war geprägt durch den Zerfall des alten Patriarchats und die Auflösung der feudalen Strukturen. Die Gesellschaft machte eine Entwicklung durch, in der die unteren Schichten ihre passive Rolle verließen und die oberen Schichten sich zunehmend der willkürlichen Ausbeutung der unteren Schichten widmeten. Das Land war von Kriegen gebeutelt und die gemeine Bevölkerung versank in Chaos und Armut.
Mozi charakterisierte diese Zeitumstände, indem er „sieben Missstände“ benannte:
1. Investition in Prunk anstatt in Verteidigung,
2. keine Hilfe der Nachbarn bei feindlichem Angriff,
3. nutzlose Erschöpfung der Kräfte des Volkes,
4. Korruption und Willkür der Beamten,
5. Unwissenheit und Hochmut des Fürsten und dadurch nicht ausreichende Verteidigungsmaßnahmen,
6. Glaube an Lügen und
7. zu wenig Lebensmittel, ungeeignete Beamte und Wirkungslosigkeit von Belohnungen und Bestrafungen.[11]

## Ethik

### Rén (仁) und yí (義) bei Konfuzius und bei Mozi
Basiert die vollendete Gesellschaft nach Konfuzius auf der Mit-Menschlichkeit (rén 仁), so nimmt diesen Platz in Mozis Theorie die Rechtschaffenheit (yí 義) ein. Wie bereits in den Begriffen anklingt, entsteht die Menschlichkeit nach Konfuzius im Menschen selbst und wirkt aus ihm heraus. Die Rechtschaffenheit jedoch ist nach Mozi eine dem Menschen von außen durch Zwang auferlegte Tugend.
Dieser grundlegende Unterschied lässt sich auch anhand des Bildes des Himmels nachvollziehen. Während der Himmel bei Konfuzius eine abgerückte, ungreifbare und unpersönliche Wesenheit darstellt, deren Wille im Menschen selbst verankert ist und in ihm wirkt, so sieht Mozi ihn als eigenständige Persönlichkeit an, die der Erde sehr nahesteht. Ebenso wie die Tugend bei Konfuzius aus sich heraus entspringt, hat sie sich selbst zum Zweck. Mozi jedoch betrachtet selbst die Tugend und somit den Willen des Himmels aus utilitaristischer Perspektive. Die Rechtschaffenheit dient der Stabilität des politischen Systems.

### Klassenunterschiede, Parteilichkeit und Universalität
Der Gedanke der Mitmenschlichkeit (ren 仁) ist zwar auch im Gedankengut Mozis fest verankert, rückt jedoch in der Hierarchie unter die Rechtschaffenheit (yi 義), zu deren Erhalt sie dient. Sie erfährt eine Veränderung dadurch, dass Mozi sie von den Beschränkungen durch die Teilung der Gesellschaft, wie sie Konfuzius vorsah, freimacht. Er fordert eine Mitmenschlichkeit, die nicht der festen Einordnung des Individuums in die Gesellschaft (li 禮) unterliegt, die sich besonders in der pietätvollen Fügsamkeit (xiào 孝) äußerte. Somit geht Mozi noch einen Schritt weiter als Konfuzius und weitet den Fokus von der herrschenden Klasse auf die gesamte Gesellschaft aus. Während sich bei Konfuzius Volk und Herrscher nicht vermischen, ist die Trennlinie bei Mozi in beide Richtungen durchlässig.

“故 當 是 時， 以 德 就 列 ， 以 官 服 事 ， 以 勞 殿 賞 ， 量 功 而 分 祿 ．故 官無 常 貴 ， 而 民 無 終 賤 ， 有 能 則 舉 之 ， 無 能 則 下 之”

„Daher wurde zu jener Zeit nach Tugendhaftigkeit eingestuft, wurden je nach Amt die Aufgaben übertragen, je nach persönlichem Einsatz die Belohnungen festgesetzt und entsprechend den Leistungen wurde das Gehalt aufgeteilt. So war ein Beamter nicht unbedingt auf Dauer in seiner gehobenen Position und die Leute waren nicht auf immer dazu verdammt, als Gemeine zu leben. Hatte einer Fähigkeiten, wurde er ausgewählt, war er aber unfähig, wurde er seines Amtes enthoben.“

Die Gleichheit der Menschen drückt sich also nicht in tatsächlicher materieller Hinsicht aus, sondern vielmehr in Chancengleichheit und Gleichheit der Bewertungsmaßstäbe. Mozi sieht in der differenzierten Mitmenschlichkeit (ren 仁) die Ursache der mangelnden Gerechtigkeit.

“分 名 乎 天 下 惡 人 而 賊 人 者 ， 兼 與 ？ 別 與 ？ 即 必 曰 別 也 ．”

„Und wenn wir diejenigen im Reich herausgreifen und benennen, die andere hassen und schädigen, werden ihre Handlungen durch Universalität [jian 兼] oder durch Parteilichkeit [bie 別] veranlaßt? Die Antwort ist gewiß: Durch Parteilichkeit.“

“兼 即 仁 矣 ， 義 矣 ．”

„Die Lehre von der Universalität [jian 兼] ist wohl menschlich [ren 仁] und rechtschaffen [yi 義].“

Menschlichkeit und Rechtschaffenheit sind also Kriterien für Universalität und dieser daher übergeordnet.

### Mozis Menschenbild
Die Grundlage der Überlegungen Mozis bildet eindeutig sein Menschenbild. Seiner Meinung nach handelt ein Mensch, der ohne feste gesellschaftliche Umgebung aufwächst, egoistisch und kurzsichtig.
Als es

“未 有 刑 政”

„noch keine Rechtsprechung und keine Regierung“

gab, war die 

“天 下 之 亂 也 ， 至 如 禽 獸 然 ， 無 君 臣 上 下 長 幼 之 節 ， 父 子 兄 弟之 禮 ， 是 以 天 下 亂 焉 ．”

„Unordnung im Reich so, als handele es sich um wilde Tiere. Es gab keine Vorschriften für die Beziehungen zwischen Fürst und Untertan, Vorgesetztem und Untergebenem, Älteren und Jüngeren, keine Verhaltensmaßregel für das Verhalten von Vater und Sohn und älterem und jüngerem Bruder; daher war das Reich in Verwirrung.“

Von sich aus sind die Menschen nicht in der Lage, eine gemeinsame Sprache zu entwickeln und ihre Ansichten abzugleichen.

### Mozis Ziel
Die Zeit, in der er lebte, und die Perspektive, aus der er die Gesellschaft wahrnahm, nämlich aus der des einfachen Volkes, waren maßgebend für die Ziele Mozis. Er entwickelte ein dem Konfuzianismus ähnliches System, welches auf die Bedürfnisse des einfachen Mannes zurechtgeschnitten war (Kung-chuan Hsiao nennt ihn einen „common-man Confucius“ und seine Lehren „common-man Confucianism“.). Sein Bestreben galt der Gerechtigkeit (chinesisch 天欲義而惡不義), dem Frieden und dem Wohlstand des Volkes.
Die Philosophie des Mozi strebte das Ziel an, den Wohlstand, den Frieden und die Gerechtigkeit des Volkes zu verwirklichen und zu vermehren. Das wichtigste Kriterium für die Beurteilung der sakralen und weltlichen Dinge war dabei die Nützlichkeit. Deshalb lehnte Mozi ungerechte Kriege, Prunksucht, Festmahle, einen aufgeblähten Beamtenapparat, Kunst und Musik ab und forderte für die Menschen ein einfaches Leben in harter Arbeit, ohne Luxus, ohne (unnütze) Freuden in einer strengen Ordnung, in der jeder seine Rolle zugewiesen bekommt.
Die ideale Ordnung war nach Mozi ein nach außen hin friedliches Staatswesen mit einem untadeligen Herrscher (dem Himmelssohn, tian zi) an der Spitze, der das Wohlergehen des Volkes fördert. Auflehnung oder Widerstand gegen den Herrscher waren darin verboten, dennoch haftete das Volk für das Versagen des Herrschers. Der Mensch sollte  durch staatliche Gesetze und durch ständige Überwachung geformt werden. Belohnungen (shang) und Strafen (fa) sowie eine totale Überwachung durch den Staat sollten für die Einhaltung der Gesetze und für einen Lebenswandel in Nächstenliebe und Menschlichkeit sorgen.
Die Philosophie des Mozi steht in einem tiefen Widerspruch zwischen den chaotischen, egoistischen und brutalen Wesen des Menschen einerseits und dem Idealbild des rechtschaffenen, guten und edlen Menschen andererseits. Dieser Widerspruch wird nicht durch einen inneren Wandel des menschlichen Charakters bzw. durch eine Veredelung des Gemüts aufgehoben, sondern durch Zwang von außen „bereinigt“.

### Allgemeine Nächstenliebe und gegenseitiger Nutzen
Auf die Frage, wie die Misere des Landes zu beenden sei, antwortet Mozi:

“以 兼 相 愛 交 相 利 之 法 易 之．”

„Mit der allumfassenden gegenseitigen Liebe [jian xiang ai 兼 相 愛] und der gegenseitigen Unterstützung [xiang li 相 利] aller läßt es sich ändern. [„gegenseitige Unterstützung“ könnte auch mit „gegenseitiger Nutzen“ wiedergegeben werden]“

Die geforderte allgemeine Nächstenliebe ist neben dem Utilitarismus eine der großen Neuerungen Mozis. Standen sich Nutzen und Moral bei Konfuzius noch gegenüber, so gehen sie bei Mozi eine Synthese ein. Die Nächstenliebe ist nützlich.

“今 吾 本 原 兼 之 所 生 ，天 下 之 大 利 者也．”

„Jetzt habe ich gezeigt, daß die Universalität [jian 兼] den größten Nutzen [li 利] für das Reich mit sich bringt.“

Die allgemeine Nächstenliebe besteht für Mozi darin, nicht länger zwischen sich selbst und seinen Mitmenschen zu unterscheiden. Dies ist auf alle Strukturen erweiterbar, die Familie jedes anderen ist wie die eigene und auch andere Staaten sind wie der eigene.

“子 墨 子 言 ： 「視 人 之 國 若 視 其 國 ， 視 人 之 家 若 視 其 家 ， 視 人 之 身 若 視 其 身 ． 是 故 諸 侯相 愛 則 不 野 戰 ， 家 主 相 愛 則 不 相 篡 ， 人與 人 相 愛 則 不 相 賊．[…] 天 下 之 人 皆 相 愛 ， 強 不 執 弱 ，眾 不劫 寡 ， 富 不 侮 貧 ， 貴 不 敖 賤 ， 詐 不 欺 愚 ． 凡 天 下 禍 篡 怨 恨 可 使 毋 起 者 ， 以 相 愛 生 也．」”

„Meister Mo Ti sagte: ‚Wenn man andere Staaten wie den eigenen betrachtet und andere Familien wie die eigene und andere Menschen wie sich selbst, dann werden die Feudalfürsten einander lieben und keinen Krieg miteinander führen, und die Familienvorstände werden untereinander Freundschaft pflegen und nicht aufeinander übergreifen, und die Menschen werden einander lieben und nicht schädigen. […] und Elend, Übergriffe, Unzufriedenheiten und Haß werden in der ganzen Welt nicht mehr aufkommen können. Dies hat seinen Grund in der gegenseitigen Liebe [xiang ai 相 愛].’“

Die Grenze zwischen dem Ego und der restlichen Gesellschaft wird also aufgehoben. Jeder, der in seinem eigenen Sinne handelt, handelt automatisch im Sinne der Gesellschaft und umgekehrt. Dieser Gedanke der absoluten Egalität von sich und allen anderen spiegelt sich in der mohistischen Bedeutung von yi (義) wider, welches wie ein stufenloses konfuzianisches yi (義) anmutet, also von den Klassenunterschieden (li 禮) befreit. Yi (義) ist die Umsetzung von gegenseitigem Nutzen und allgemeiner Menschenliebe in die Tat, also „humanes Verhalten“.

### Rechtschaffenheit
In der hierarchischen Struktur der Philosophie Mozis nahm die Rechtschaffenheit (yi 義) eine übergeordnete Stellung ein. Menschlichkeit (ren 仁) einerseits, allgemeine Nächstenliebe (jian ai 兼愛) und gegenseitiger Nutzen (xiang li 相利) andererseits sind ihr als Ausprägungen untergeordnet.
Ren (仁) beschreibt hier die vertikale Ausprägung des yi (義), also das Verhalten der Herrschenden gegenüber ihren Untertanen. Mozis Aufruf zu ren-gemäßem Handeln gilt nur den Herrschern:

“仁 之 事 者 ， 必 務 求 興 天 下 之 利 ， 除 天 下 之 害 ， 將 以 為 法 乎 天 下 ． 利 人 乎 ， 即 為 ； 不利 人 乎 ， 即 止 ． 且夫 仁 者 之 為 天 下 度 也 ， 非 為 其 目 之 所 美 ， 耳 之 所 樂 ， 口之 所 甘 ， 身 體 之 所 安， 以 此 虧 奪 民 衣 食 之 財 ， 仁 者 弗 為 也．”

„Es ist die Aufgabe eines Menschlichen [ren 仁], sich um die Mehrung des Nutzens im Reiche zu mühen, Schaden von ihm abzuwenden und ein Vorbild für die Welt zu sein. Deshalb tut er das, was den Menschen nützt und unterlässt, was ihnen nichts nützt. Darüber hinaus denkt der Menschliche, wenn er den Nutzen des Reiches plant, nicht nur an das, was das Auge erfreut, dem Ohr behagt, dem Gaumen schmeckt und dem Körper angenehm ist. Denn wenn er dazu das Volk der für Kleidung und Nahrung notwendigen Güter berauben müsste, würde er das unterlassen.“

“故 置 此 以 為 法 ， 立 此 以 為 儀 ， 將 以 量 度 天 下 之 王 公 大 人 卿 大 夫 之 仁 與 不 仁 ， 譬 之 猶 分 黑 白 也”

„Dies [den Willen des Himmels] macht er also zum Maßstab [fa 法] und stellt es als Richtschnur auf, um damit Menschlichkeit [ren 仁] und Unmenschlichkeit [bu ren不 仁] bei den Königen, Fürsten und Großen des Reiches zu ermitteln, so als unterschiede er zwischen schwarz und weiß.“

Die allgemeine Nächstenliebe (jian ai兼愛) und der gegenseitige Nutzen (xiang li 相利) finden primär Anwendung auf horizontaler Ebene, obwohl auch vertikal angewandt, hier aber im Gegenteil zum ren (仁) in beiden Richtungen.

“臣 子 之 不 孝 君 父 ， 所 謂 亂 也．[…] 雖 父 之 不 慈 子 ， 兄 之 不 慈 弟 ， 君 之 不 慈 臣 ， 此亦 天 下 之 所 謂 亂 也 ．[…] 雖 至 大 夫 之 相 亂 家 ， 諸 侯 之 相 攻 國 者 亦 然 ． […] 天 下 之 亂 物 具 此 而已 矣 ． 察 此 何 自 起 ？ 皆 起 不 相 愛 ．”

„Wenn Untertanen und Söhne ihren Fürsten und Vätern keine kindliche Pietät [xiao 孝] bezeugen, dann nennt man das Verwirrung [luan 亂]. […] Wenn selbst der Vater gegenüber seinem Sohn, der ältere gegenüber seinem jüngeren Bruder oder der Fürst gegenüber seinem Untertan keine liebevolle Gesinnung [ci 慈] hegt, so ist dies auch ein Zustand, den man Unordnung im Reiche nennt. […] Und wenn die Würdenträger ihre Familien gegenseitig in Unordnung bringen und die Lehnsfürsten sich untereinander bekämpfen, dann ist es ebenso. […] Alle Fälle von Verwirrung im Reiche sind darin enthalten. Und untersucht man, worin sie ihren Grund haben, so ist es immer der Mangel an gegenseitiger Liebe [xiang ai 相 愛].“

#### Rechtschaffenheit und Nutzen
Jedoch auch der Begriff des yi (義) ist nicht absolut. Er wird am Maßstab des Nutzens gemessen. Gemeint ist hier der größtmögliche Nutzen für den größtmöglichen Teil der Gesellschaft.
Für die Umsetzung des yi (義) ist eine Anleitung nötig.

“天 下 從 事 者 不 可 以 無 法 儀．”

„Einer, der in der Welt etwas ausführt, kann dies nicht ohne einen Maßstab [fa 法].“

“然 則 奚 以 為 治 法 而 可 ？ 故 曰 莫 若 法 天．”

„Was kann aber dann als Vorbild für die Regierung [zhi fa 治 法] dienen? Die Antwort ist: Das beste Vorbild [fa 法] ist der Himmel [tian 天].“

„Nimmt man den Himmel zum Vorbild, dann muß man sich in allem seinem Tun am Himmel orientieren und das, was der Himmel wünscht, befolgen, und unterlassen, was er nicht wünscht. […] Ganz gewiß wünscht der Himmel, daß die Menschen einander lieben und sich gegenseitig unterstützen […].“

Der Himmel gibt vor, welches Verhalten dem yi (義) gemäß ist und welches nicht. Er definiert das im yi (義) enthaltene ren (仁) der herrschenden Klassen und das jian ai (兼 爱) und xiang li (相 利) der Bevölkerung.

### Die Implementierung in der Gesellschaft
Die Maßnahmen, die Mozi für die Umsetzung seiner Ideen vorsieht, lassen sich in zwei Bereiche teilen. Auf der einen Seite der Weg zu Friede, Menschlichkeit und Gerechtigkeit und auf der anderen Seite das Erreichen des Wohlstandes. Die hauptsächliche Erfüllung dieser beiden Hauptziele obliegt verschiedenen gesellschaftlichen Schichten.

“上 強 聽 治 ， 則 國 家 治 矣 ， 下 強 從 事 則財 用 足 矣 ．”

„Wenn sich die Oberen ganz für die Regierung einsetzen, dann ist der Staat wohlgeordnet, und wenn die Unteren mit ganzer Kraft ihren Pflichten nachkommen, dann werden Güter und Mittel ausreichen.“

## Staatsordnung
Fußend auf seinem skeptischen Menschenbild forderte Mozi eine Staatsordnung, die die Menschen durch Belohnungen und Strafen zwingt, sich seiner Vorstellung gemäß zu benehmen. Die Implementierung dieser religiös fundierten Staatsordnung sollte auf sakraler und weltlicher Ebene gleichzeitig erfolgen.

### Sakrale Ebene
Der Maßstab (fa 法) ist der Wille des Himmels. An ihm muss sich jeder Mensch ausrichten. Um dies zu gewährleisten, zieht Mozi die Geister und Götter heran, die zu seiner Zeit im Volksglauben stark verankert waren und macht sie zu Agenten des Himmels. Diese Geister und Götter kennen den Willen des Himmels und lassen sich von ihm führen. Sie sehen und hören immer alles und sind befugt, zu belohnen oder zu bestrafen.

“故 鬼 神 之 明 ， 不 可 為 幽 閒 廣 澤 ， 山 林 深 谷 ， 鬼 神之 明 必 知 之．”

„Dem wachen Auge der Geister kann man sich auch in düsteren Tälern oder weiten Sümpfen, in Bergen, Wäldern oder tiefen Schluchten nicht entziehen, denn die Augen der Geister werden einen dennoch sehen.“

“今 若 使 天 下 之 人 ， 偕 若 信 鬼 神 之 能 賞 賢 而 罰 暴 也 ， 則 夫 天 下 豈 亂 哉 ！”

„Wenn man heute alle Menschen im Reiche dazu veranlassen könnte, zu glauben, dass die Geister in der Lage sind, die Tüchtigen zu belohnen [shang 賞] und die Schlechten zu bestrafen [fa 罰], wie könnte es dann im Reiche Unordnung [luan 亂] geben?“

Obgleich hier der Hauptaspekt nicht die Existenz der Geister, sondern vielmehr der Glaube der Menschen an die Existenz der Geister ist, wird doch deutlich, dass dieser Glaube von elementarer Bedeutung für die Wirksamkeit dieses Zweiges der Implementierung des Wertesystems ist. Die Wertmaßstäbe wirken also nicht von außen auf den Menschen, sondern mittels des Geisterglaubens aus ihm heraus. In dieser Instrumentalisierung der Geister findet der utilitaristische Grundgedanke mit dem Ziel, die Unordnung zu beseitigen, Ausdruck.

### Weltliche Ebene

#### Wahl von Herrschern
Auch hier fungiert der Wille des Himmels als oberste Instanz. Um das Reich aus dem Chaos zu führen, muss es von einem obersten Herrscher vereint werden.

“是 故 選 天下 之 賢 可 者 ， 立 以 為 天 子 ．”

„Daher wurde der fähigste Weise des Reiches ausgewählt und als Himmelssohn eingesetzt.“

Dieser kann nicht vom Volk gewählt werden, da es dazu aufgrund seiner Beschränktheit und Selbstsucht nicht in der Lage ist. Auch der Gedanke, den Herrscher von einer Gruppe Weiser ernennen zu lassen, wird gleich wieder verworfen, denn der Herrscher darf keine andere Machtinstanz über sich haben außer dem Himmel. Somit obliegt es zwangsläufig dem Himmel, den Herrscher zu bestimmen. Das geschieht durch Anlegen des Maßstabes (fa 法), also dem Willen des Himmels.
Ist der Himmelssohn einmal installiert, so besteht seine Aufgabe darin, Standards zu erlassen, die die Gesellschaft aus dem Urzustand führen sollen.
Da das Land allerdings zu umfangreich ist, um von einer Person alleine vereinheitlicht zu werden und als

“以 其 力 為 未 足 ， 又 選 擇 天 下 之 賢 可 者 ， 置 立 之 以 為 三 公 ．”

„[…] man sah, daß seine Kraft nicht ausreichte, da wählte man auch andere fähige und weise Männer des Reiches aus und machte sie zu den drei Ministern.“

Dann folgt der nächste Schritt, sie

“故 畫 分 萬 國 ， 立 諸 侯 國 君 […] 又 選 擇 其 國 之 賢 可 者 ， 置 立 之 以 為 正 長 ．”

„[…] teilten sie das Ganze in zahllose Gebiete und setzten Feudalfürsten und Landesherren ein. […] Und man wählte die weisesten und fähigsten Männer jedes Landes aus und setzte sie als Beamte ein.“

So wird das Land in immer kleinere Bereiche geteilt, bis hinab zu den Gemeinden. Jedem Teil auf jeder Ebene wird ein Mann vorgestellt. Als Kriterium gilt die Menschlichkeit (ren 仁):

“是 故 里 長 者 ， 里 之 仁 人 也 ．”

„Der menschlichste [仁] Mann einer jeden Gemeinde wurde der Gemeindevorsteher.“

“鄉 長 者， 鄉 之 仁 人 也 ．”

„Bezirksvorsteher war der menschlichste [仁] Mann im Bezirk.“

“國 君 者 ，國 之 仁 人 也 ．”

„Fürst war der menschlichste [仁] Mann seines Landes.“

#### Regierungspolitik
Nach der Installation dieses hierarchischen Systems verkündete der Himmelssohn seine Regierungspolitik.

“聞 善 而 不 善 ，皆 以 告 其 上 ． 上 之 所 是 ， 必 皆 是 之 ， 所 非 必 皆 非 之 ， 上 有 過 則 規 諫 之，下 有 善 則 傍 薦 之 ．”

„Wenn einer Gutes oder Schlechtes erfährt, dann soll er seinem Vorgesetzten davon berichten. Und was der Vorgesetzte für richtig hält, das müssen alle für richtig halten, und was er für falsch hält, das müssen alle für falsch halten. Wenn ein Vorgesetzter einen Fehler begeht, dann soll man sich in angemessener Weise beklagen, und wenn seine Untertanen Gutes tun, soll sie der Vorgesetzte empfehlen.“

“上 以 此 為 賞 罰 ．”

„Auf dieser Grundlage belohnten [shang 賞] und bestraften [fa 罰] die Oberen […].“

Diese Verhaltensregeln werden dem Volk in den Gemeinden vom Gemeindevorsteher beigebracht. Er richtet die Menschen am Bezirksvorsteher aus, dessen Aufgabe es ist,

“同 鄉 之 義”

„[…] die Ansichten im Bezirk zu vereinheitlichen […].“

Der Bezirksvorsteher wiederum richtet die Menschen am Landesfürsten aus und dieser sie am Himmelssohn. Auf allen Ebenen bis hin zum Himmelssohn werden die Meinungen der Menschen weiter vereinheitlicht.

“察 天 下 之 所 以 治 者 何 也 ？ 天 子 唯 能 壹 同 天 下 之 義 ．”

„Denn prüfte man, worauf die Wohlgeordnetheit im Reiche beruht, so liegt sie einfach daran, daß der Himmelssohn die vielfältigen Ansichten in seinem Reiche zu vereinheitlichen versteht.“

Wenn Untertanen und Herrscher verschiedene Ansichten haben, werden jene, welche der Herrscher belohnt, vom Volk verachtet werden und solche, die er bestraft, vom Volk gelobt.
Das Volk hat kein Recht, sich gegen den Himmelssohn zu erheben. Sollte dieser jedoch nicht gemäß dem Willen des Himmels regieren, so wird das ganze Land von Naturkatastrophen heimgesucht und somit der Herrscher und das Volk bestraft.

„Aber selbst wenn sich jeder mit dem Himmelssohn identifiziert, aber nicht im Einklang mit dem Himmel ist, dann nehmen die Naturkatastrophen kein Ende.“

### Zusammenspiel beider Ebenen
Die beiden Implementierungsebenen, die spirituelle und die weltliche, weisen beträchtliche Parallelen auf. In beiden Fällen ist der Wille des Himmels das maßgebende Prinzip (fa 法) und es wird auf ein System der Überwachung und der Belohnungen und Strafen gesetzt. Dies hat seine Ursache im Menschenbild des Mozi. Seiner Meinung nach müssen die Menschen gezwungen werden, sich rechtschaffen – oder vielmehr richtig – zu verhalten. Grundlage für die Wirksamkeit des Systems ist die totale Überwachung.

“是 以 舉 天 下 之 人 皆 恐 懼 振 動 惕 慄 ， 不 敢 為 淫 暴 ，天 子 之 視 聽 也 神”

„Dadurch wurden die Einwohner des Reiches alle sehr erschreckt und fürchteten sich und wagten nicht, Schlechtes zu tun, und sagten: ‚Augen und Ohren des Himmelssohnes haben übernatürliche Fähigkeiten.’ [Chang übersetzt den letzten Teil als ‚The ruler is like a god in his seeing and hearing!‘ Hier wird die Nähe zu der sakralen Implementierungsebene deutlicher. ]“

Das Volk lebt in Angst und Schrecken und ist zu gelähmt, um gegen das Gesetz, den Willen des Himmels, zu verstoßen. Die Methoden wirken einerseits von außen auf den Menschen, andererseits von innen heraus, so dass sie sich gegenseitig ergänzen und den Menschen vollständig einschließen.

### Der Wille des Himmels
Der Wille des Himmels (tian zhi 天 志) ist das Fundament des Mohismus. Er beschreibt die Grundlagen der funktionierenden Gesellschaft, zu deren Erlangen und Erhalten alles andere dient. Der Himmel greift nicht unmittelbar in die Welt ein, sondern über seine Agenten respektive über den Himmelssohn. Die Kommunikation mit diesen verläuft über den Willen des Himmels.

“天 之 意 不 欲 大 國 之 攻 小 國也 ， 大 家 之 亂 小 家 也 ， 強 之 暴 寡 ， 詐 之 謀 愚 ， 貴 之 傲 賤，[…] 欲 人 之 有 力 相 營 ， 有 道 相 教 ， 有 財 相 分 也 ． 又 欲  之 強 聽 治 也 ， 下 之 強 從 事 也 ．”

„Der Himmel wünscht nicht, daß große Staaten kleine angreifen, daß große Familien bei kleinen Verwirrung stiften, daß die Starken den Minderheiten übel mitspielen, daß die Schlauen die Dummen überlisten und die Vornehmen die Geringen verachten. […] Er will, dass die Kräftigen ihre Mitmenschen unterstützen, die Gebildeten ihre Mitmenschen belehren und die Begüterten mit ihren Mitmenschen teilen. Auch will er, daß die Oberen sich ganz für die Regierung und die Unteren sich mit ihrer ganzen Kraft bei ihren Aufgaben einsetzen.“

„Der Himmel wünscht Gerechtigkeit und hasst Unrecht.“

„Der Himmel wünscht Leben und hasst Tod, er wünscht Wohlstand und hasst Armut, er wünscht Ordnung und hasst Unordnung.“

Der Wille des Himmels dient als Maßstab [fa 法] für das Verhalten aller Teile der Gesellschaft. Er ist das, was dem Gesetz bei Mozi am nächsten kommt und somit Eckpfeiler seiner Lehre. Die Befolgung des Gesetzes durch die Bevölkerung ist durch die Obrigkeit gesichert. Der Himmelssohn jedoch ist die höchste menschliche Instanz und somit keinem irdischen Wesen Rechenschaft schuldig. Sein Verhalten wird lediglich durch den Himmel selbst überwacht und mit Naturkatastrophen bestraft, sollte es seinem Willen zuwiderhandeln.

## Der Weg zum Wohlstand

### Sparen
„Alles, was zusätzliche Ausgaben erfordert und nicht im Sinne des Volkes ist, verurteilten sie [die ‚heiligen Könige des Altertums‘].“

Mozi verlangt, dass Begräbnisse einfacher gestaltet werden. Er unterzieht sie seinem Utilitarismus. Die Särge, Totengewänder, Grabhügel und Gräber sollen einfacher gestaltet sein, so dass sie gerade ihrem Zweck dienen.
Die Musik ist für Mozi der Inbegriff der sozialen Ungerechtigkeit und steht stellvertretend für alle Arten von privilegiertem Luxus. Sie bleibt Reichen und Hochgestellten vorbehalten und wird vom einfachen Volk finanziert.

„[…] betrachtet man es [Musik, Prunk, Festmahle], so dient dies nicht dem Nutzen des Volkes. Daher sagte Meister Mo Ti: Musik zu machen ist schlecht.“

Nicht notwendige Kriege sind für Mozi eine unnötige Verschwendung (Mozi verdammt nicht generell Angriffskriege; Strafexpeditionen unterstützt er).

### Erhöhung der Produktion
Land sei genügend da, so Mozi, zur Erzielung eines höheren Ernteertrages mangele es bloß an Menschen. Also fordert er eine frühe Heirat.

„Männer von zwanzig Jahren dürfen es nicht wagen, keinen Hausstand zu gründen, und Mädchen von fünfzehn Jahren dürfen es nicht wagen, keinem Manne zu dienen.“

Kriege müssen vermieden werden, denn sie fordern viele Tote und trennen die Soldaten für lange Zeit von ihren Frauen. Die Soldaten werden zudem von ihrer produktiven Arbeit abgehalten.
Die Musik bindet Arbeitskräfte, da für das Spielen der Instrumente junge Männer oder Frauen eingesetzt werden und sie das Spielen erlernen müssen. Des Weiteren müssen die Instrumente hergestellt werden. Doch auch das Hören der Musik selbst ist kontraproduktiv, denn die Fürsten hören Musik in Gesellschaft von Beamten und Geringen, was diese vom Arbeiten abhält.

„Dadurch, daß heute die Könige, Fürsten und hohen Beamten Musik machen lassen, rauben sie dem Volke die Mittel für Kleidung und Nahrung […]“

Bei Todesfällen Verwandter oder Vorgesetzter mussten die Menschen Trauerzeiten von bis zu drei Jahren einhalten. In dieser Zeit mussten sie sexuell abstinent leben und durften nicht arbeiten. Dies verringert einerseits den Bevölkerungszuwachs und hindert die Produktion. Außerdem waren Menschenopfer keine Seltenheit und so folgten z. B. dem Himmelssohn einige hundert Menschen in den Tod.

## Rezeption
Eine Adaption erfuhr sein Werk durch den deutschen Dichter Bertolt Brecht. Unter dem Titel Me-ti. Buch der Wendungen fasste Brecht eine Verhaltenslehre zusammen, in der in verballhornter Form die Lehre des Kommunismus dargestellt wird, wie ihn Brecht rezipiert hat. In der Figur der Lai-tu porträtierte Brecht seine Freundin Ruth Berlau, in der Figur des Ki-en-leh oder Kin-jeh sich selbst.

## Ehrung
Der im August 2016 in China gestartete erste Weltraumsatellit für Experimente zur Quantenkommunikation wurde Micius (latinisierte Form des Namens Mozi) benannt. Das Projekt ist eine Kooperation zwischen Wissenschaftsinstituten in Österreich und China.